# Le Villey
Le Villey is een gemeente in het Franse departement Jura (regio Bourgogne-Franche-Comté) en telt 78 inwoners (2009). De plaats maakt deel uit van het arrondissement Lons-le-Saunier.

## Geografie
De oppervlakte van Le Villey bedraagt 3,6 km², de bevolkingsdichtheid is dus 21,7 inwoners per km².
De onderstaande kaart toont de ligging van Le Villey met de belangrijkste infrastructuur en aangrenzende gemeenten.

## Demografie
Onderstaande figuur toont het verloop van het inwonertal (bron: INSEE-tellingen).